# Août 1896

## Événements

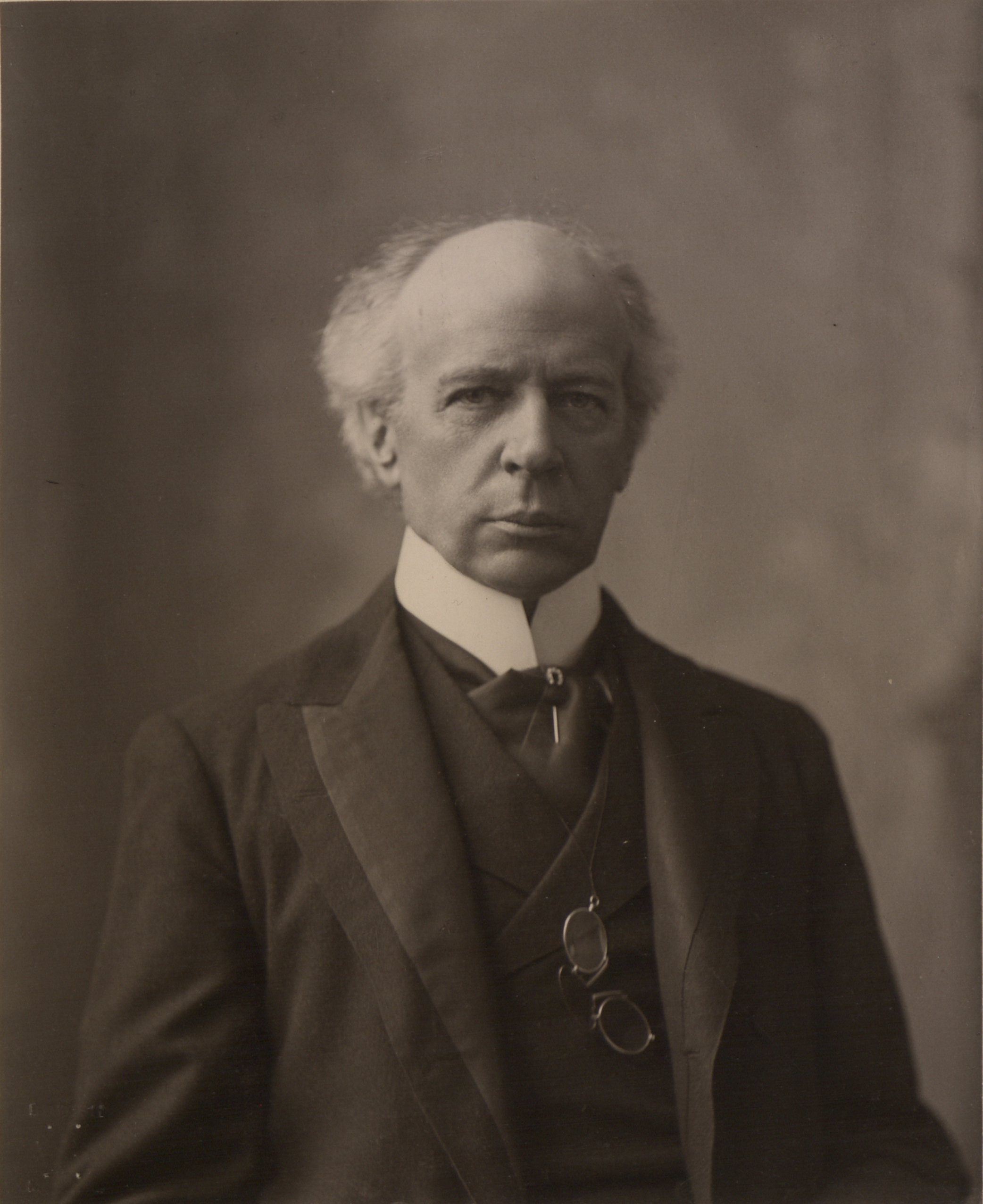
Sir Wilfrid Laurier

- Russie : réunion des présidents de zemstvos à la foire de Nijni Novgorod, à l’initiative du libéral Chipov. Une nouvelle réunion, prévue pour 1897, est interdite.

- 6 août : Madagascar devient colonie française. Le protectorat instauré en 1885 et la royauté subsistent un temps dans le centre de l’île. L’insurrection hova donne lieu à une répression sauvage. Le général Gallieni, résident général, fera exiler la reine et fusiller le ministre de l’Intérieur (fin en 1905).
- 16 août : un résident britannique est installé à Kumasi. L’Asante devient protectorat britannique.
- 17 août : découverte d'or au Yukon. C'est le début de la Ruée vers l'or du Klondike.
- 19 août : Ouverture de la 8e législature du Canada.
  - Wilfrid Laurier (aidé du premier ministre manitobain Thomas Greenway) abolit les écoles francophones séparées du Manitoba ; il autorise toutefois l’enseignement religieux en français (ou dans toute autre langue étrangère) dans la dernière demi-heure de cours, à condition que l’école réunisse dix enfants parlant une langue autre que l’anglais.
- 25 août : conférence de Constantinople, qui statue sur la question crétoise. Depuis février, Turcs musulmans et chrétiens s’affrontent dans de violents combats. Cette situation alerte les puissances européennes qui s’accordent pour imposer à l’île un régime d’autonomie accepté par le sultan et par une assemblée d’élus crétois.
- 26 août : assaut de la Banque ottomane à Constantinople par les Arméniens.
  - Massacres en Arménie. La guerre entre l'armée ottomane et les Arméniens redouble d’intensité alors que la nationalisme arménien prend un caractère de plus en plus révolutionnaire. De nouveaux massacres sont organisés à Mouch, à Van et à Killis. Le parti Dachnak décide alors de faire appel à l’opinion internationale par une action spectaculaire : le 26 août, 26 dachnak emmenés par Babken Siuni et Armen Garo s’emparent de la Banque ottomane, à Constantinople, après avoir tué les sentinelles de garde. Les Puissances s’émeuvent de la prise du premier établissement financier de l’Orient. Les ambassadeurs occidentaux s’unissent pour en demander l’évacuation et promettre des réformes. Sept mille Arméniens sont massacrés à Constantinople.
  - La population arménienne de Turquie est réduite de 400 000 habitants : 100 000 Arméniens ont été tués ou martyrisés, 50 000 sont morts de faim ou de froid dans les 2 500 villages dévastés, 100 000 ont fui en Transcaucasie ou dans les Balkans.
- 27 août : la Banque russo-chinoise obtient de construire et d’exploiter pendant quatre-vingts ans un chemin de fer en Mandchourie (ligne directe Tchita-Vladivostok) puis de prolonger la ligne jusqu’à Port-Arthur (15 mars 1898).
- 27 - 29 août : bombardement de Zanzibar. Les querelles de succession qui éclatent à la mort du sultan de Zanzibar Seyyid Ahmed permettent aux Britanniques d’accroître leur zone d’influence. La flotte britannique bombarde le palais du sultan et en chasse Seyyid Khaled. Les Britanniques font monter sur le trône Seyyid Hamoud.

## Naissances
- 12 août : Mitchell Hepburn, premier ministre de l'Ontario.
- 15 août : Pierre Dac (André Isaac), humoriste français († 9 février 1975).
- 18 août : Jack Pickford, acteur.
- 19 août : Buck Boucher, joueur de hockey sur glace.
- 26 août : Besse Cooper, doyenne de l'humanité († 4 décembre 2012).
- 30 août : Raymond Massey, acteur.

## Décès
- 10 août : Otto Lilienthal, aviateur allemand.
- 13 août : Sir John Everett Millais, peintre britannique (° 8 juin 1829).